# Acta Apostolicae Sedis
Pour les articles homonymes, voir AAS.
Les Acta Apostolicae Sedis (en français : Actes du Siège apostolique, souvent abrégé en AAS) sont le journal officiel du Saint-Siège.

## Parution
Le premier numéro des Acta Apostolicae Sedis est paru le 23 mai 1904.
Ils sont devenus une publication officielle le 1er mai 1909, à la suite de la publication de la constitution apostolique Promulgandi pontificias Constitutiones de Pie X.
Ils paraissent irrégulièrement, même si les numéros sont généralement datés du mois en cours et sont souvent une douzaine par an.
Ils contiennent les principaux documents que le pape a souhaité rendre publics, directement ou au travers des différents dicastères de la Curie romaine (congrégations, conseils pontificaux, Secrétairerie d'État...), et mentionne les nominations au sein de l'Église catholique.
Tous les documents qui y sont publiés sont considérés comme validés et officiels et sont promulgués par ce biais.

## Antécédent
Dès 1865, il existait une publication équivalente intitulée Acta Sanctae Sedis fondée par le prêtre romain Pietro Avanzini.

## Supplément

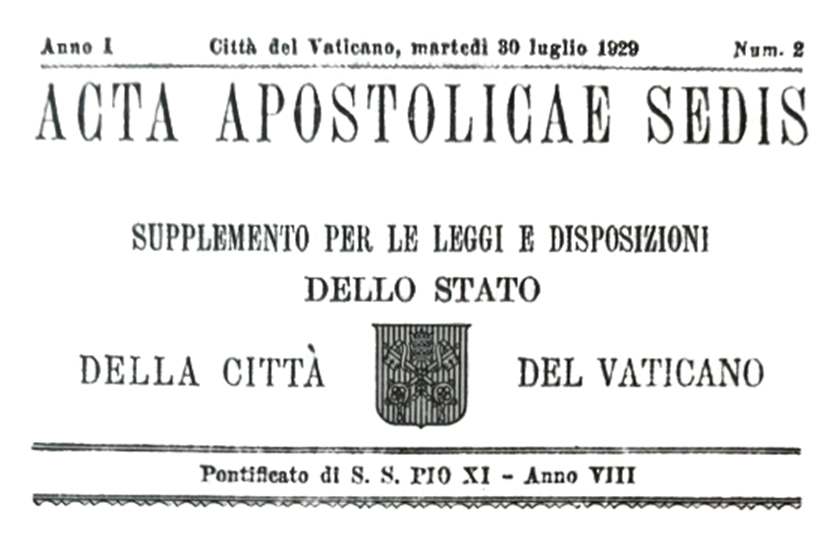
Supplemento, titre 1929

Depuis le 8 juin 1929 (au lendemain de l'entrée en vigueur des accords du Latran), paraît régulièrement en parallèle un Supplemento per le leggi e disposizioni dello Stato della Città del Vaticano, qui est le journal officiel de l'État de la Cité du Vatican.
Y sont publiés, en italien, les lois, règlements et décisions administratives et judiciaires concernant l'État du Vatican.
Le premier numéro contenait la Legge fondamentale… qui est la Constitution de l'État du Vatican.